# Tapinoma aberrans
Tapinoma aberrans — викопний вид мурах із роду Tapinoma (підродина Dolichoderinae). Виявлений в пізньоеоценовому рівненському бурштині (близько 40 млн років).

## Опис
Дрібні мурахи, довжина тіла близько 1,5 мм. Покриви гладкі і блискотять. Парапсидальні борозни і віддалені волосинки відсутні. Очі зміщені уперед, великі. Скапус вусиків укорочений, не виступає далі потиличного краю голови і за довжиною такий як три перші членики джгутика. Скутеллюм і скутум сильно випуклі. Петіоль трикутний. Передні крила містять замкнуті комірки 3r, 1r + 2r + rm, mcu. Від близьких видів (наприклад, від вимерлого Tapinoma minutissima Emery, 1891 з сицилійського бурштину і у сучасних) відрізняється дуже коротким скапусом: у всіх інших самці мають довгий скапус, який виступає за задній край голови. Вид був вперше описаний у 2002 році російським мірмекологом Геннадієм Михайловичем Длусським (МДУ, Москва) разом з такими новими видами як Dolichoderus zherichini, Tapinoma electrinum, Oligomyrmex nitidus, Oligomyrmex ucrainicus. Назва таксона T. aberrans походить від латинського слова aberrans.